# 甲酸铟
甲酸铟是铟和甲酸根离子形成的盐之一，化学式为In(HCOO)3。它存在正盐以及In2(HCOO)5(OH)、In(HCOO)2(OH)等多种碱式盐。

## 制备
甲酸铟可由氧化铟、甲酸钠和甲酸在155 °C溶剂热反应条件中反应得到。它也可由碳酸铟或硝酸铟和甲酸反应得到。

## 结构及性质
甲酸铟是六方晶系晶体，空间群P63。甲酸铟和磷化氢在120 °C迅速反应，生成磷化铟。
甲酸铟和吡啶的加合物不稳定。